# Gynoplistia williamsiana
Gynoplistia williamsiana là một loài ruồi trong họ Limoniidae. Chúng phân bố ở miền Australasia.